# Federico Viñas
Federico Sebastián Viñas Barboza (Montevideo, Uruguay, 30 de junio de 1998) es un futbolista uruguayo que se desempeña en la demarcación de delantero y su actual equipo es el Club León de la Primera División de México.

## Trayectoria

### Comienzos
Federico Viñas jugó en las fuerzas básicas del Liverpool Fútbol Club de Montevideo  donde jugó en varias selecciones juveniles. Cuando era joven dejó el club y comenzó a trabajar como repartidor. En marzo de 2017 se unió a Club Atlético Mar de Fondo y poco después se trasladó al Club Atlético Juventud de Las Piedras. Sus primeros días allí se caracterizaron por la falta de entrenamiento y el sobrepeso debido a su abstinencia del fútbol, pero logró superarlos rápidamente y se convirtió en uno de los mejores talentos de ataque del club. Fue promovido al primer equipo para la temporada 2018.

### Club Atlético Juventud
El 7 de abril de 2018, entró en el empate 0-0 con Central Español correspondiente a la jornada 6, debutando profesionalmente en la Segunda División de Uruguay cuando entró por Diego González en el 62'. Rápidamente se convirtió en un jugador importante del escuadrón y tuvo oportunidades más frecuentes en la oncena titular. Al igual que el 12 de mayo de 2018 (décima jornada) en la victoria en casa 4-3 sobre Rentistas en la que anotó sus dos primeros goles en la liga antes del pitido de medio tiempo. Durante este año jugó 20 partidos de liga en los que pudo lograr seis goles y subió con el club como subcampeón en la Primera División de Uruguay. Ya en este nivel Viñas, a lo largo de la temporada 2019, logró cinco goles en 20 juegos de primera división.

#### Préstamo al Club América
El 29 de agosto de 2019, el Club América se hizo de los servicios de Federico Viñas en condición de préstamo con opción de compra durante toda la temporada 2019-20. El 14 de septiembre (novena jornada de la Apertura), hizo su debut en la Liga MX en un empate 1-1 contra los Pumas de la UNAM cuando entró por Henry Martín en el minuto 76, anotando su primer gol con las águilas a solo 28 segundos después de ingresar a la cancha. Viñas apareció en once partidos durante el Torneo Apertura 2019, logrando anotar cinco goles, tres de los cuales fueron anotados en la etapa de la liguilla; marcó un gol contra los Tigres de la UANL en el partido de vuelta de cuartos de final, contra los Monarcas Morelia en el partido de vuelta de las semifinales, y una vez más en el partido de vuelta  contra el Monterrey en el Estadio Azteca.

### Club América
El 30 de mayo de 2020, se anunció que el América ejerció su opción de compra por $ 1.9 millones, firmando a Viñas por un contrato de duración de cinco años. Tras perderse las primeras cinco jornadas del Clausura 2020, por su participación en el Torneo Preolímpico Sudamericano de 2020 con Uruguay, retorna con doblete a la escuadra azulcrema al anotarle al Atlas de Guadalajara en el 29' y en el 79'.

### Club León
El 20 de junio de 2023 fue presentado por el Club León como refuerzo.

### Real Oviedo
El 28 de agosto de 2024, el Real Oviedo anunciaba la llegada del jugador en forma de cesión.De esta manera, el futbolista uruguayo daba el salto hacia Europa para jugar en la Liga Hypermotion de España.

## Selección nacional

### Sub-23
A finales de 2019, Federico fue convocado por Gustavo Ferreyra a una preselección de 25 jugadores para la preparación de la selección uruguaya sub-23 para el XIII Torneo Preolímpico Sudamericano con sede en Colombia.[actualizar]

### Absoluta
Realizó su debut en la Selección el 16 de noviembre de 2023 en un encuentro disputado ante Argentina en La Bombonera por Eliminatorias, ingresando a los 91 minutos de partido por Darwin Núñez.

### Participaciones en fases eliminatorias
| Torneo                            | Categoría | Sede       | Resultado     | Partidos | Goles |
| --------------------------------- | --------- | ---------- | ------------- | -------- | ----- |
| Preolímpico Sudamericano de 2020  | Sub-23    | Colombia   | Tercer puesto | 7        | 1     |
| Eliminatorias Copa del Mundo 2026 | Absoluta  | Sudamérica |               | 1        | 0     |

## Estadísticas

### Clubes
Actualizado al último partido jugado el 12 de abril de 2024.
| Club                     | Div.          | Temporada     | Liga  | Liga  | Liga   | Copas nacionales | Copas nacionales | Copas nacionales | Copas internacionales | Copas internacionales | Copas internacionales | Total | Total | Total  |
| Club                     | Div.          | Temporada     | Part. | Goles | Asist. | Part.            | Goles            | Asist.           | Part.                 | Goles                 | Asist.                | Part. | Goles | Asist. |
| ------------------------ | ------------- | ------------- | ----- | ----- | ------ | ---------------- | ---------------- | ---------------- | --------------------- | --------------------- | --------------------- | ----- | ----- | ------ |
| C. A. Juventud · Uruguay | 2.ª           | 2018          | 20    | 6     | 1      | —                | —                | —                | —                     | —                     | —                     | 20    | 6     | 1      |
| C. A. Juventud · Uruguay | 1.ª           | 2019          | 20    | 5     | 2      | —                | —                | —                | —                     | —                     | —                     | 20    | 5     | 2      |
| C. A. Juventud · Uruguay | Total club    | Total club    | 40    | 11    | 3      | 0                | 0                | 0                | 0                     | 0                     | 0                     | 40    | 11    | 3      |
| Club América · México    | 1.ª           | 2019-20       | 15    | 8     | 1      | —                | —                | —                | 5                     | 0                     | 0                     | 20    | 8     | 1      |
| Club América · México    | 1.ª           | 2020-21       | 33    | 7     | 3      | —                | —                | —                | 5                     | 3                     | 0                     | 38    | 10    | 3      |
| Club América · México    | 1.ª           | 2021-22       | 30    | 2     | 0      | —                | —                | —                | 2                     | 0                     | 0                     | 32    | 2     | 0      |
| Club América · México    | 1.ª           | 2022-23       | 32    | 3     | 1      | —                | —                | —                | —                     | —                     | —                     | 32    | 3     | 1      |
| Club América · México    | Total club    | Total club    | 110   | 20    | 5      | 0                | 0                | 0                | 12                    | 3                     | 0                     | 122   | 23    | 5      |
| Club León · México       | 1.ª           | 2023-24       | 33    | 16    | 5      | —                | —                | —                | 3                     | 0                     | 0                     | 33    | 16    | 5      |
| Club León · México       | Total club    | Total club    | 33    | 16    | 5      | 0                | 0                | 0                | 3                     | 0                     | 0                     | 33    | 16    | 5      |
| Real Oviedo España       | 2.ª           | 2024-25       | 11    | 1     | 0      | 0                | 0                | 0                | 0                     | 0                     | 0                     | 11    | 1     | 0      |
| Real Oviedo España       | Total club    | Total club    | 11    | 1     | 0      | 0                | 0                | 0                | 0                     | 0                     | 0                     | 11    | 1     | 0      |
| Total carrera            | Total carrera | Total carrera | 194   | 48    | 13     | 0                | 0                | 0                | 15                    | 3                     | 0                     | 209   | 51    | 13     |